# Sula granti
Sula granti е вид птица от семейство Sulidae.

## Разпространение
Видът е разпространен в Еквадор, Колумбия, Мексико, Перу и Салвадор.